# ノーザリー
ノーザリー（Northerly、1996年 - 2012年）は、2000年代前半に活躍したオーストラリアの競走馬。コックスプレート連覇などG1・9勝をあげ2002/2003年オーストラリア年度代表馬に選ばれ、2010年にはオーストラリア競馬名誉の殿堂入りを果たした。過去に同名の競走馬（ノーザリー）がいたことからNortherly IIとIIを付けることもある。

## 戦績
ノーザリーは1999/2000年シーズンにデビューした。初戦は3着に敗れたが、2戦目のアクアニタハンデキャップで勝利をあげる。その後休養に入り2000/2001年シーズン11月に復帰すると4戦目のRJピーターズステークス (G3) で初重賞制覇、5戦目のレイルウェイステークスではG1を勝つまでに至った。その後も重賞では負けることなしに勝ち進み、オーストラリアンカップをレコードで圧勝、2000/2001年シーズンを終えた。
休養を終えた翌シーズン、さらに力を付けたノーザリーは、ジョン・F・フィーハンステークス (G2) でサンラインを破り、続くG1アンダーウッドステークス、ヤルンバステークスを連勝しオーストラリア中距離最強馬決定戦コックスプレートに挑んだ。人気は3連覇を狙う名牝サンラインが1番人気、ノーザリーはサンラインに次ぐ3.5倍の2番人気に押され、レースではそのサンラインを破り勝利を収めた。
2002/2003年シーズンは3戦目のクレイグリーステークスから連勝を始め、前哨戦であるコーフィールドカップを含め4連勝でコックスプレート連覇を目指した。この年は引退レースとして出走していたサンラインを含め、ロンロ、グランデラ、ついでにフィールドオブオマーも出走しコックスプレート史上最高のメンバーが集まったと言われレース前から盛り上がりを見せていた。レースはサンラインの逃げから始まり、ノーザリーはそれを交わすと、ディファイアーとグランデラの追撃も退け優勝した。このシーズンは二度目のオーストラリアンカップ制覇も成し遂げ、2002/2003年シーズンの年度代表馬に選出されている。
その後はコックスプレートを目標に調整されていたが、2003年7月23日屈腱炎を発症し引退が発表された。だが1年半後脚の傷が癒え復帰することになる。復帰初戦ウェルターハンデキャップでは64.5キログラムのハンデに耐え4着に入った。しかし、続くアンダーウッドステークス大敗後、屈腱炎を再発し最終的に引退が決定された。引退後はオークランドパークスタッドにて余生を送り、2012年5月9日に疝痛からの合併症により、15歳でその生涯を閉じた。

## シーズン別競走成績
- 1999/2000年（2戦1勝）
- 2000/2001年（8戦5勝）
  - オーストラリアンカップ (G1) 、レイルウェイステークス (G1) 、カーリヨンカップ (G2) 、RJピーターズステークス (G3)
- 2001/2002年（10戦6勝）
  - コックスプレート (G1) 、アンダーウッドステークス (G1) 、ヤルンバステークス (G1) 、ジョンFフィーハンステークス (G2) 、セントジョージステークス (G2)
- 2002/2003年（14戦7勝）
  - コックスプレート (G1) 、コーフィールドカップ (G1) 、オーストラリアンカップ (G1) 、アンダーウッドステークス (G1) 、クレイグリーステークス (G2) 、ターンブルステークス (G2) 、セントジョージステークス (G2)
- 2004/2005年（2戦0勝）

## 血統表
| ノーザリーの血統ニジンスキー系 / Northern Dancer3×4×5=21.88%、Flaming Page3×5=15.63%、Raise a Native3×5=15.63%、Dinner Partner3×5=15.63%、Native Dancer4×5=9.38%、Menow5×5=6.25% | ノーザリーの血統ニジンスキー系 / Northern Dancer3×4×5=21.88%、Flaming Page3×5=15.63%、Raise a Native3×5=15.63%、Dinner Partner3×5=15.63%、Native Dancer4×5=9.38%、Menow5×5=6.25% | ノーザリーの血統ニジンスキー系 / Northern Dancer3×4×5=21.88%、Flaming Page3×5=15.63%、Raise a Native3×5=15.63%、Dinner Partner3×5=15.63%、Native Dancer4×5=9.38%、Menow5×5=6.25% | （血統表の出典）  | （血統表の出典） |
| 父 Serheed 1980 鹿毛 | 父の父Nijinsky II 1967 鹿毛 | Northern Dancer | Nearctic          | Nearctic         |
| 父 Serheed 1980 鹿毛 | 父の父Nijinsky II 1967 鹿毛 | Northern Dancer | Natalma           |                  |
| 父 Serheed 1980 鹿毛 | 父の父Nijinsky II 1967 鹿毛 | Flaming Page | Bull Page         | Bull Page        |
| 父 Serheed 1980 鹿毛 | 父の父Nijinsky II 1967 鹿毛 | Flaming Page | Flaring Top       |                  |
| 父 Serheed 1980 鹿毛 | 父の母Native Partner 1966 鹿毛 | Raise a Native | Native Dancer     | Native Dancer    |
| 父 Serheed 1980 鹿毛 | 父の母Native Partner 1966 鹿毛 | Raise a Native | Raise You         |                  |
| 父 Serheed 1980 鹿毛 | 父の母Native Partner 1966 鹿毛 | Dinner Partner | Tom Fool          | Tom Fool         |
| 父 Serheed 1980 鹿毛 | 父の母Native Partner 1966 鹿毛 | Dinner Partner | Bluehaze          |                  |
| 母 North Bell 1988 黒鹿毛 | 母の父Bellwater 1982 黒鹿毛 | *Bellypha | Lyphard           | Lyphard          |
| 母 North Bell 1988 黒鹿毛 | 母の父Bellwater 1982 黒鹿毛 | *Bellypha | Belga             |                  |
| 母 North Bell 1988 黒鹿毛 | 母の父Bellwater 1982 黒鹿毛 | Paddle | *Jim French       | *Jim French      |
| 母 North Bell 1988 黒鹿毛 | 母の父Bellwater 1982 黒鹿毛 | Paddle | Pram              |                  |
| 母 North Bell 1988 黒鹿毛 | 母の母North Fleur 1981 黒鹿毛 | Far North | Northern Dancer   | Northern Dancer  |
| 母 North Bell 1988 黒鹿毛 | 母の母North Fleur 1981 黒鹿毛 | Far North | Fleur             |                  |
| 母 North Bell 1988 黒鹿毛 | 母の母North Fleur 1981 黒鹿毛 | Yoka | Triple Band       | Triple Band      |
| 母 North Bell 1988 黒鹿毛 | 母の母North Fleur 1981 黒鹿毛 | Yoka | Royal Hula F-No.9 |                  |